# هلشفا
هِلِشفا (به مجاری:  Helesfa) یک شهرداری در مجارستان است که در ناحیه سنت‌لورینتس واقع شده‌است. هلشفا ۹٫۸۷ کیلومتر مربع مساحت و ۵۶۸ نفر جمعیت دارد.